# 山田国太郎
山田 国太郎（國太郎、やまだ くにたろう、1894年（明治27年）5月13日 - 1984年（昭和59年）6月13日）は、大日本帝国陸軍軍人。最終階級は陸軍中将。功四級。

## 経歴
山田与左右衛門の長男として愛知県に生まれる。1915年（大正4年）陸軍士官学校第27期卒業。同年12月、陸軍歩兵少尉に任官する。ついで1928年（昭和3年）12月に陸軍大学校第40期を優等で卒業する。
1934年（昭和9年）10月に陸軍大学校教官兼研究部主事を発令され、1937年（昭和12年）8月2日に陸軍歩兵大佐に進む。同月30日、第2軍情報課長に転じ、支那事変に出動し、1938年（昭和13年）3月に陸軍省兵務局兵務課長、1939年（昭和14年）1月に陸軍省兵務局防衛課長を経て、同年4月に戦車第5大隊長に補任。
ついで同年7月、陸軍公主嶺学校戦車教導隊長に転じ、1940年（昭和15年）3月に陸軍公主嶺学校幹事となり、同年8月、陸軍少将に進級。
さらに1941年（昭和16年）4月に陸軍機甲本部附となり、大東亜戦争が勃発すると同年12月に第1戦車団長、1942年（昭和17年）4月に戦車第2旅団長を経て、1943年（昭和18年）1月に泰国駐屯軍参謀長兼泰国在勤帝国大使館附武官に補される。同年10月に陸軍中将に進み、1944年（昭和19年）11月に第48師団長となり、ティモール島の警備に任じ、翌年終戦を迎えた。
1947年（昭和22年）11月28日、公職追放仮指定を受けた。

## 栄典
外国勲章佩用允許
- 1943年（昭和18年）12月10日 - タイ王国：王冠第一等勲章[8]